# Nikolaus-Groß-Abendgymnasium
Das Nikolaus-Groß-Abendgymnasium ist das Weiterbildungskolleg des Bistums Essen. Die Schule des Zweiten Bildungsweges befindet sich in kirchlicher Trägerschaft und verfügt über ein eigenes Schulgebäude im Essener Südostviertel.

## Bildungsprogramm
Studierende können in eineinhalb- bis dreieinhalbjähriger Weiterbildungszeit als höheren Schulabschluss die allgemeine Hochschulreife, die Fachhochschulreife oder Fachoberschulreife erreichen. Der Unterricht findet werktags je nach Kursangebot entweder nur vormittags, nur abends oder im zeitlichen Wechsel für Berufstätige im Schichtdienst statt (siehe unten). Die Ausbildung ist kostenlos.
Ein Bildungsgang ist in Semester aufgeteilt. In der Vorbereitungsphase (Vorkurs) und in der Einführungsphase (Semester 1 und 2) findet der Unterricht im Klassenverband statt. Vom Semester 3 bis zum Semester 6, der Kursphase der Weiterbildung, wählen die Studierenden aus dem Angebot der Schule Kurse nach ihren Interessen. Die Weiterbildung endet entweder nach dem Semester 4 mit der Fachhochschulreife, oder nach dem Semester 6 mit der allgemeinen Hochschulreife (Abitur).

## Geschichte
Das Gymnasium wurde am 1. Oktober 1959 (erster Unterrichtstag) durch den Essener Bischof Franz Hengsbach unter dem Namen „Bischöfliches Abendgymnasium“ gegründet. Während ursprünglich nur männliche Studierende für die Abendkurse aufgenommen wurden, konnte sich die Schule in Trägerschaft des Bistums Essen seit 1969 auch durch die Aufnahme weiblicher Studierender vergrößern, so dass 1970 ein Wahlpflichtfach eingeführt werden konnte. Der bisherige Standort am Burgplatz in Essen, neben dem Essener Münster wurde 1973 aufgegeben und die Schule zog um in das heutige, größere Gebäude in der Franziskanerstraße im Essener Südostviertel, nahe der Stadtmitte.
Die Anzahl der Weiterbildungskurse verdoppelte sich, und seit 1974 begannen die Studiengänge nicht nur jährlich, sondern auch im Frühjahr und nach den Sommerferien. 1982 wurde erstmals das heutige Kurssystem angeboten, bei dem die Studierenden zwischen Leistungs- und Grundkursfächern ihren Studienschwerpunkt wählen können. Der reine Abendschulbetrieb wurde 1991 durch die Einführung von Vormittagskursen erweitert, damit auch Mütter mit Kindern im Kindergarten- und Schulalter die Möglichkeit der Weiterbildung erhielten.
Der zweite Ruhrbischof, Hubert Luthe, verlieh der Schule im Jahre 1995 den Namen Bischöfliches Nikolaus Groß Abendgymnasium. Die Schule wurde nach dem 1945 durch die Nationalsozialisten hingerichteten und 2001 seliggesprochenen Widerstandskämpfer Nikolaus Groß benannt. Im Jahre 2000 erhielt die Schule durch eine Gesetzesänderung des Landes Nordrhein-Westfalen den Namenszusatz Nikolaus-Groß-Abendgymnasium – Weiterbildungskolleg des Bistums Essen.
Im Schuljahr 1996/1997 wurde ein landesweit einzigartiges flexibles Zeitsystem eingeführt. In bestimmten Jahrgängen wird der Unterricht dazu vormittags und abends parallel von denselben Lehrern erteilt, so dass insbesondere Berufstätige im Schichtdienst die Chance der berufsbegleitenden Weiterbildung erhalten. Die Studierenden entscheiden sich dabei täglich selbst und ohne Ankündigung für den Besuch am Vormittag oder Abend. Dieses Schichtsystem wird in den meisten Jahrgängen durchgeführt.

## Schulbegleitende Aktivitäten
Neben dem Unterricht des Zweiten Bildungsweges bestehen am Nikolaus Groß Abendgymnasium Angebote für die Freizeit der Studierenden. So finden jährlich Schulfahrten nach England oder Rom statt, zu denen sich neben den Studierenden auch ehemalige Studierende der Schule anmelden können. Unterrichtsbegleitende Projekte führen die Studierenden darüber hinaus in eintägigen Exkursionen zu historisch bedeutsamen Standorten im Ruhrgebiet. Ferner werden für alle Mitglieder der Schulgemeinde kulturelle Veranstaltungen angeboten, wie beispielsweise das Cafe Litera, einem Themenabend mit Vorlesungen aus Literatur, begleitet von Musik. In der katholischen Akademie Die Wolfsburg findet darüber hinaus zweimal jährlich ein Filmseminar statt, bei dem Spielfilme zu einem aktuellen Thema gezeigt und im Anschluss in Gruppen diskutiert werden. Einmal jährlich findet im Nikolaus Groß Abendgymnasium ein Schulfest statt.

## Aufnahmevoraussetzungen
Auf der Grundlage der gesetzlichen Bestimmungen des Zweiten Bildungsweges im Land Nordrhein-Westfalen sind die Vollendung des 18. Lebensjahrs sowie der Nachweis einer abgeschlossenen Berufsausbildung oder einer mindestens zweijährigen Berufstätigkeit Voraussetzung für die Aufnahme am Abendgymnasium. Nachgewiesene Arbeitslosigkeit, Erziehung eines Kindes oder die Pflege eines bedürftigen Familienmitgliedes können dabei angerechnet werden. Die Einstufung in das Semestersystem erfolgt nach gesetzlichen Vorgaben und nach einem individuellen Beratungsgespräch. Die Teilnahme an der Kursphase (ab Semester 3) ist für alle Studierenden verpflichtend. Ein wesentliches Entscheidungskriterium für die Einstufung ist der Nachweis einer zweiten Fremdsprache, der auf dem Abendgymnasium nachgeholt werden kann, wenn er nicht im Ersten Bildungsweg erreicht wurde.

## Bekannte Absolventen
- Ludger Stratmann (1948–2021),  Arzt und Kabarettist
- Detlef Hopp (* 1956), Archäologe
- Artem Klein (* 1994), Eishockeyspieler[1]